# 三隅川 (島根県)
三隅川（みすみがわ）は、島根県西部の浜田市を流れ日本海に注ぐ河川。二級水系の本流である。

## 地理
浜田市弥栄町小坂周辺の山地を源とし、多くの支川を併せながら蛇行を繰り返して南下し、木都賀ダム周辺から徐々に西に流れを変え、御部ダム下流から北西に流れを変えながら出合地区で矢原川、井川川を合流した後、三隅町湊浦で日本海に注ぐ。
1983年の昭和58年7月豪雨において、三隅町の中心市街地は壊滅的な被害を受けた。

## 支流
- 矢原川
- 井川川

## 流域の自治体
島根県
浜田市

## 河川施設
- 木都賀ダム（島根県浜田市弥栄町木都賀：発電）
- 御部ダム（島根県浜田市三隅町下古和：発電、治水）
- 三隅川放水路（島根県浜田市三隅町湊浦）